# Stühlingen
Stühlingen – miasto w Niemczech, w kraju związkowym Badenia-Wirtembergia, w rejencji Fryburg, w regionie Hochrhein-Bodensee, w powiecie Waldshut. Leży nad rzeką Wutach, na południu Schwarzwaldu, przy granicy ze Szwajcarią.

## Dzielnice
| - Bettmaringen - Blumegg - Eberfingen - Grimmelshofen - Lausheim | - Mauchen - Schwaningen - Wangen (Oberwangen) - Wangen (Unterwangen) - Weizen |

## Polityka

### Rada miasta
Rada miasta składa się z 17 członków:
|      | CDU | Wolni Wyborcy | Razem     |
| 2002 | 10  | 7             | 17 miejsc |

## Współpraca
Miejscowość partnerska:
- Bellême, Francja od 1980

## Zabytki i atrakcje
- zamek Hohenlupfen
- Muzeum Maszyn (Landmaschinenmuseum)
- Galeria 1741
- klasztor kapucynów
- kościół pw. św. Mikołaja (St. Nikolaus) w dzielnicy Lausheim z neobizantyjskimi malowidłami
- kościół pw. św. Frydolina (St. Fridolin) w dzielnicy Bettmaringen, w stylu renesansowym ze zbiorami z czasów wojny trzydziestoletniej

## Transport
Stühlingen leży przy drogach krajowych: B27, B314, B315 oraz linii kolejowej Wutachtalbahn. Tu rozpoczyna się linia kolei zabytkowej do Blumberga.